# Vita (Raumfahrtmission)
Vita war eine Raumfahrtmission der Europäischen Weltraumorganisation (ESA), während der sich die italienische Astronaut Raumfahrer Paolo Nespoli sechs Monate lang an Bord der Internationalen Raumstation (ISS) aufhielt. Nespoli startete mit dem Raumflug Sojus MS-05 zur am 28. Juli 2017 in die Erdumlaufbahn. Während seiner Zeit an Bord führte er wissenschaftliche Experimente durch und trug zum Betrieb und der Logistik der Raumstation bei. in  Am 14. Dezember 2017 landete er in Kasachstan, wodurch die Mission beendet wurde. 

## Name und Emblem
Der Missionsname vita steht einerseits für das italienische Wort für Leben, aber auch für Vitality, Innovation, Technology and Ability. Es ist üblich, dass ESA-Astronauten ihre Mission unter ein individuelles Motto stellen.
Auf dem Missionsemblem ist vor einem blauen Hintergrund und den Eckdaten der Mission horizontal das Symbol „drittes Paradies“ des italienischen Künstlers Michelangelo Pistoletto abgebildet. Die in sich gewundene Schleife ist eine Reinterpretation des Symbols ∞ für Unendlichkeit mit einem zusätzlichen Feld. Im linken Feld ist dabei ein DNS-Strang dargestellt, der Leben und Wissenschaft versinnbildlicht, im rechten Feld ein Buch als Zeichen für Kultur und Bildung und im zentralen Oval die Erde als Zeichen für die Menschheit. Die elliptische Form des mittleren Feldes, kann auch als Auge gedeutet werden, das den Blick des Astronauten auf die Erde spiegelt. Die Farben Rot, Weiß und Grün sind der italienischen Trikolore entnommen.

## Vorbereitung
Nespoli wurde im Juli 1998 offiziell beim Europäischen Astronautenkorps als Raumfahrer ausgewählt. Er flog bisher zwei Mal zur ISS: Im Oktober 2007 mit STS-120 und 2010/11 für sechs Monate mit Sojus TMA-20 (ISS-Expedition 26 und 27). 
Im Juni 2015 wurde bekannt gegeben, dass Nespoli im Rahmen der ISS-Expeditionen 52 und 53 für einen Langzeitaufenthalt ins All fliegen soll. Als Ersatz für Nespoli war der japanische Raumfahrer Norishige Kanai vorgesehen.

## Missionsverlauf
Nespoli startete mit dem Raumschiff Sojus MS-05 zur ISS. Begleitet wurde er von Sergei Rjasanski und Randolph Bresnik. Auf der Station traten sie der Expedition 52 bei, zu der auch Kommandant Fjodor Jurtschichin aus Russland und die US-amerikanischen Bordingenieure Jack Fischer und Peggy Whitson gehören.
Im September 2017 endete die Expedition 52 und wurde von der Expedition 53 abgelöst. Während Jurtschichin, Fischer und Whitson auf die Erde zurückkehrten, blieb Nespoli zusammen mit Rjasanski und Bresnik auf der internationalen Raumstation. Die Raumfahrer begannen die Expedition 53 zunächst zu dritt, bevor am 13. September mit Alexander Missurkin, Mark Vande Hei und Joe Acaba drei weitere Mitglieder der Expedition zur ISS flogen.
Am 14. Dezember 2017 kehrte Nespoli zusammen mit Rjasanski und Bresnik zurück zur Erde. Mit der Landung in Kasachstan endete dann auch die Mission Vita offiziell.